# Ének a búzamezőkről (film)
Az Ének a búzamezőkről Szőts István 1947-ben készített második, egyben utolsó nagyjátékfilmje, melyet Móra Ferenc húsz évvel korábban írt azonos című regénye alapján forgatott. A filmdráma az első világháborúnak az egyszerű emberek életére gyakorolt tragikus hatásait mutatja be két család összefonódó történetében. A „klerikálisnak és népieskedőnek” bélyegzett film nem került forgalmazásra, mivel a minősítő vetítést követően a kommunista hatalom azonnal betiltotta, és 30 évig „dobozban” tartották. 2012-ben viszont beválogatták a legjobb 53 magyar film közé.

## Cselekmény
Az elhúzódó első világháború feldúlta a falvak életét is. A dolgozni képes férfiak távollétében az asszonyok és az öregek végeztek minden munkát a földeken. A „nagy háború” végének híre azonban nemcsak ünnepléssel járt, hanem tragédiák sorát is elindította. Piros, aki férjéről régóta nem kapott hírt, egy másik férfitól volt várandós. A hazatérés hírére megrémült, siettetni próbálta a szülést, de belehalt. Árván maradt Péter fiát Etel vette magához. A gyermek apja, Ferenc végre megérkezett, lelkiismeret-furdalástól gyötrődve, mivel Etel férjével, Rókussal együtt szökött meg Szibériából, de falubélije nélkül tért haza. Hazatérve ő közli Rókus szüleivel és feleségével a halálhírt. Arról nem tesz említést, hogy az úton összevesztek az utolsó falat kenyéren, ami végül is az övé lett, és otthagyta haldokló társát az iszonyú fagyos télben. Sok embert látott meghalni, ő maga is ölt, de földijének elvesztése a gyilkosság vádjával gyötri. Kínját nem tudja senkivel sem megosztani.
Öreg és Szüle, bármennyire szerették is fiukat, a föld akaratát tartották szem előtt, és azt szerették volna, hogy Ferenc és Etel mihamarabb összemelegedjenek, hiszen mindketten özvegyek egy-egy gyermekkel, a földet pedig művelni kell. A terv a vártnál jobban működött, Etel és Ferenc egymásba szerettek. Életük látszatra rendbe jött, boldogan nevelték gyermekeiket. Egy nap, miközben a városba mentek, a nagyszülőkre hagyott gyerekek a mocsár szélén játszottak, ahol Péterke egy falat kenyér után nyúlva belefulladt az ingoványba. Ferencet az eset nagyon megrázta, intő jelként értékelte.
A párnak hamarosan közös gyermeke született. Aznap hír érkezett Rókustól is, ám Ferenc csalásnak vélte az irományt, ezért az orvos segítségét kérte az igazság kiderítésére. Amikor Etel megtalálta az eldugott levelet, Ferenc nem bírta tovább, bevallotta asszonyának titkolt „bűnét”. Etel tudata elborult, és egy vallási szekta áldozatává vált. Hiába derült ki közben, hogy Ferenc ártatlan, Rókus életét megmentették a favágók, a megzavarodott asszony a mocsárba ölte magát.
Az orosz nő, akivel Rókus együtt élt, nem engedte a férfit hazaindulni – az addigi koszt-kvártély fejében pénzt követelt tőle. A tetemesre rúgott összeg kifizetéséhez Rókus arra kérte apját, adja el a földjét, s küldje el neki jussát, Öreg viszont, miután megtudta a paptól, hogy „Tatárországban” is jó termőföldek vannak, végül is nem teljesítette a kérést. „Ahol jó a föld, ott nem kell félteni az emberi nemzetet.” – mondta és eldobta a levelet; fontosabbnak tartotta unokái jövőjét biztosítani, vagyis hogy elősegítse, hogy Ferenc felnevelhesse a két gyermeket, Rókusék árváját és saját félárváját.

## Szereplők
- Szellay Alice – Etel
- Görbe János – Ferenc
- Bihari József – Öreg (Etel apósa)
- Simon Marcsa – Szüle (Etel anyósa)
- Gárday Lajos – orvos
- Orbán Viola – postás
- Danis Jenő – pap
- Bánhidi László – Messzi Gyurka
- Joó László – Rókus[3]
- Váradi Gyöngyi (a stáblistán: Várady) – Piros (Ferenc felesége)
- Kőmíves Erzsi (a stáblistán: Kőműves)
- Rácz Karcsi
- Sándor Eszti

## A film készítése
Szőts István a Móra Ferenc-adaptációt már 1943-ban, az Emberek a havason velencei sikere után szerette volna elkészíteni, azonban a regény pacifizmusa, valamint szimbolikus motívuma, a magyar paraszt és az orosz hadifogoly, azaz a „magyar puszta és az orosz sztyeppe kézfogása” miatt a Nemzeti Filmbizottság kedvezőtlenül fogadta a filmtervet, s amikor Szőts nem volt hajlandó az oroszt egy szerbbel helyettesíteni, elutasították a forgatókönyvet.
A második világháború utáni koalíciós időkben Szőts ismét elővette a filmtervet, hogy az akkori pártoktól független alkotóként készítse el filmjét. A forgatókönyvvel ekkor is problémák adódtak. Szőts, hogy ne essen ismét kútba a terve, ekkor már kompromisszumokat kötött. Ortutay Gyula vallás- és közoktatásügyi miniszter közbenjárása ellenére kimaradt a munkára kiadott muszka hadifoglyot érintő szál, mivel a magyar „hadimenyecskével” való románca a háborút követően túlságosan kényes témát érintett. A Szegedről kiűzött és a tanyavilágban garázdálkodó vöröskatonákból háborús katonaszökevények lettek, s Ferenc sem lett öngyilkos a történet végén, hanem Öreg biztatásával tovább küzdött a gyermekek jövőjéért, mert a „föld erősebb a kardnál”. E csonkításokkal kezdte el a munkát; művészeti tanácsadója Balázs Béla lett. A leforgatott mű zenéjéhez közreműködött a Rádiózenekar, a végleges munkálatokat a Hunnia Filmgyár Krupka Laboratóriumában végezték el.
Az 1947-ben forgatott és 1948 elején már bemutatóra meghirdetett film végül is nem kerülhetett mozikba, noha a művészeti tanács első osztályúnak minősítette, s olyan vezető személyiségek álltak ki mellette, mint Ortutay Gyula, Rajk László belügyminiszter, aki 200 ezer forinttal támogatta a filmet, vagy Balázs Béla. Ekkorra megtörtént ugyanis a kommunista párt hatalomátvétele, a cenzúrát legmagasabb szinten gyakorolták. A film előzetes, minősítő vetítéséről Rákosi Mátyás tüntetőleg kivonult amikor meglátta, hogy az alkotás egy katolikus búzaszentelő körmenettel indul. Narodnyiknak, romantikus népszemléletűnek, túlságosan vallásosnak, sőt mindszentystának bélyegezett film forgalmazását nem engedélyezték. Ami egy-két évvel korábban pozitívumnak számított, akkorra már negatívum lett. A kibontakozó hidegháborús retorikában zavarólag hatott a történet pacifizmusa. A szibériai fogság emlegetése éppúgy nem tetszett a kommunista vezetésnek, mint a küszöbönálló kollektivizálás, erőszakos szövetkezetesítés idején a háború utáni paraszti világ problémáinak, a rendező szándéka szerint a magyar paraszt földhöz való ragaszkodásának bemutatása. A „klerikális reakció” elleni harcra és az akkorra már Mindszentyvel, valamint a főpapokkal leszámolásra készülő országban a vallásos, misztikus gondolatokat közvetítő film sem volt kívánatos. A fellelhető kópiákat begyűjtötték és elzárták.
Első, félig nyilvános vetítésére 1968-ban kerülhetett sor egy műegyetemi filmklub-előadás keretében. Ősbemutatója a nagyközönség részére 1979. február 17-én, a XI. Magyar Játékfilmszemléhez kapcsolódóan volt a Filmmúzeumban, a „magyar film retrospekció” sorozatban. Ezt követően a Filmmúzeum nagy ritkán műsorára tűzte, azonban szélesebb nyilvánosságot csak a rendszerváltás után kapott.

## Hatása, jelentősége
A mű követte az előző Szőts-film, a későbbi olasz neorealizmus iskolapéldájául szolgáló Emberek a havason jeleneteiben megfigyelhető látásmódot, a folklór és néphagyomány ötvöződését korszerűbb formai jegyekkel és egyéni stílussal. Balladai történetet mesélt el, balladai hangon. Felhagyva a kor filmkészítési szokásaival, számos úttörő kezdeményezéssel bírt:
- A történet egyszerű parasztemberek valósághű életét mutatta be, gyökeresen szakítva a régebbi, főleg népszínművekből ismert klisékkel;
- A filmet természetes helyszíneken, többnyire külsőben, kis, könnyen mozgatható stábbal forgatták;
- Az alkotók nagyon tudatosan megválasztott expresszív képkivágásokat, szokatlan, sőt extrém nézőpontokat, kamerabeállásokat alkalmaztak;
- Számos olyan képsor lelhető fel benne, melyek nem tartoznak szorosan a cselekmény fő vonalához, azonban vizuális többletet adva érzelmileg árnyalják, művészi értelemben filmszerűbbé teszik a tartalmat;
- Nem a kor kiemelt színészei szerepeltek benne, hanem részben félamatőrök, akiknek inkább személyisége, mint játéka miatt válnak valóságossá a figurák;
- A világítás is eltért a megszokottól: a külső felvételekkel kiemelt szerepet kapott a természetes fény, és a belsők megvilágításánál sem volt fontos a „közönség látni akar” elv.[10]

Filmművészetünk későbbi neves alkotói, Gaál István, Sára Sándor, Jancsó Miklós, Makk Károly és Szabó István Szőts István e filmjét mind szemléletét és motívumait, mind pedig operatőri megoldásait tekintve a magyar modernizmus iskolateremtő alkotásnak tekintették, amelyhez időről-időre visszanyúltak.
Szőts István művészi invenciókban gazdag, mély emberséggel átitatott filmje a magyar filmtörténet kiemelkedő alkotása. Máig érvényes módon szól annak a meghasonlottságnak a gyökereiről, amely a gyorsultan felbolydult 20. században élt egyszerű embereket érte. Számukra a hagyományos erkölcsi normák már nem nyújtottak többé megfelelő kapaszkodót az újfajta konfliktusok kezeléséhez. Az erkölcsi normákat azonban nem lehet büntetlenül áthágni, ezért a főhős a háború okozta kényszerhelyzet ellenére sem kap feloldozást a lelkiismeret terhei alól. Az alkotást a Magyar Művészeti Akadémia tagjai 2012-ben beválogatták a legjobb 53 magyar film közé.

## A film felújítása
A film teljes körű restaurálása 2015-ben a Magyar Nemzeti Digitális Archívum és Filmintézet (MaNDA) kezdeményezésére, a Magyar Művészeti Akadémia támogatásával, a Focus Fox Stúdióban valósult meg. A négyhónapos munkálatok során kockáról kockára tisztították meg az eredeti nitrofilmet a megszámlálhatatlan sérüléstől, filmhibától, torz hangját is restaurálták.  A film fényvilágának újrateremtésében Sára Sándor operatőr-rendező, Szőts István tanítványa működött közre.
A nagyon rossz állapotú negatívot 4K felbontásban szkennelték, a jeleneteket újrafényelték és feljavították a torz hangot is.
A felújítási munkálatok négy hónapot vettek igénybe, melynek során tizenegy ember 2000 munkaórával, többnyire aprólékos kézi munkával vizsgálta át és javította ki a hozzávetőleg 120 ezer képkockát. A restaurálást technikailag több dolog nehezítette:
- A címben szereplő búzamező viharosan hullámzó mozgását a forgatáson minden bizonnyal szélgépekkel gyorsították fel. A digitális restaurálás során kockáról kockára kellett végigmenni a kópián és a hiányzó elemeket a szomszédos kockák alapján rekonstruálni, ami a gyors és nehezen kiszámítható mozgás miatt értelemszerűen nehezebb.
- A háború utáni évek nyersanyaghiánya miatt a filmet sokféle maradékanyagra forgatták, amelyeket egységes megjelenésűvé kellett formálni.
- A rendező kísérletező alkata ugyancsak komoly kihívások elé állította a restaurátorokat: Etel lázálomjeleneteinek stroboszkópszerű villanásai a rengeteg szennyeződés miatt 2-3 héttel meghosszabbították a felújítási munkát.
- A film hangját három változatból kellett összerakni.[4]

A film digitalizált, restaurált változatát DVD-bemutatóval egybekötött díszvetítésen láthatta először a nagyközönség 2015. szeptember 30-án az Uránia Nemzeti Filmszínházban. A vetítést a rendező özvegye nyitotta meg.